# Astianene
Astianene, en armeni Hashteanq era una regió de l'oest d'Armènia, al sud-est de la Khorzene i a l'est de la Balabitene.
Al tractat d'Acilisene, l'Astianene, junt amb la Derzene, la Keltzene, l'Acisilene, l'Anzitene, el Daranaliq, la Balabitene, la Khorzene i la Sofene o la Sofanene va quedar sota domini romà i la resta d'Armènia es va adjudicar a Pèrsia i se la va conèixer com a Persarmènia.
L'emperador romà d'Orient Justinià I va nomenar governador de les regions confirmades al seu imperi pel tractat de pau amb Pèrsia del 632 a son cunyat general Sittas, casat amb Comito, la germana gran de Justinià. Sittas va establir una nova forma de distribució del govern provincial que l'emperador va confirmar el 18 de març del 536, que incloïa Sofene, Anzitene, Balabitene (única regió on encara hi va quedar un nakharar hereditari armeni doncs a la resta van deixar de ser hereditaris i passaren a ser de designació imperial), Astiatene, Sofanene i tota o part de la Khorzene, a la nova província d'Armènia Quarta. Un dux romà d'Orient es va establir a Kitarison, a l'Astianene.